# La battaglia di Tebe
LA battaglia di Tebe (Kefah Teba; كفاح طيبة‎) è uno dei primi romanzi dello scrittore Naguib Mahfouz . Il romanzo originariamente pubblicato in arabo nel 1944, tradotto in inglese da Humphrey T. Davies nel 2003. Il romanzo è uno dei tanti che Mahfouz scrisse all'inizio della sua carriera ambientati nell'Egitto faraonico. Altri romanzi di questa serie includono Khufu's Wisdom (1939) e Rhadopis of Nubia (1943). Tutti sono stati tradotti in inglese e sono apparsi in un unico volume con il titolo: Three Novels of Ancient Egypt (Everyman's Library, 2007).